# Susret na mostu
Susret na mostu je 11. epizoda stripa Poručnik Tara objavljena u bivšoj Jugoslaviji u Strip zabavniku br. 28. od 14.05.1980. Cena broja bila je 12 dinara. Epizoda je imala 20 strana. Objavljena je na stranama 28-47. Strip zabavnik je objavljivao Dnevnik iz Novog Sada. Tada je izlazio svake druge srede. Epizodu je nacrtao Bane Kerac, a scenario napisao Svetozar Obradović. Epizoda je nastala u leto 1976. godine. (U epizodi se pojavljuju datumi 11.07.1976. i 14.07.1976.)

## Kratak sadržaj
Kapetan Marković daje Tari zadatak da uništi teretnu kompoziciju koja prevozi hranu za nemačku vojsku. Tara kreće na izvršenje sa Pecom i Vukom. Trojka najpre uspeva da zarobi nemački tenk s kojim nepremićena dolazi na železničku stanicu koju kontroliše nemačka vojska. Tara i drugovi su uspeli da otmu lokomotivu sa kojom se kreću u susret nemačkj teretnoj kompoziciji. Kada su došli do mosta i ugledali nemački voz koji im dolazi u susret, Tara i Peca iskaču iz lokomotiva koja produžava pravo, sudara se sa nemačkim vozom i uništava ga na mostu.